# Teheran Connection
Teheran Connection (persisch متری شیش و نیم; Metri Shesh Va Nim) ist ein iranischer Spielfilm aus dem 2019. Regie führte Saeed Roustayi, der auch das Drehbuch schrieb. 

## Handlung
Samad Majidi arbeitet bei der Teheraner Drogenfahndung. Er verfolgt einen Drogenhändler, wobei er sich über kleine Dealer und Mittelsmänner bis zu Naser Khakzad vorarbeitet. Dabei setzt er die Kriminellen unter Druck und droht ihnen und ihren Familien, um Hinweise auf Hintermänner zu bekommen. Khakzad versucht nach seiner Verhaftung mit allen Mitteln wieder freizukommen, wird aber letztendlich zum Tode verurteilt und hingerichtet.
Am Ende des Films kündigt Majidi frustriert seinen Job und erklärt seinem Nachfolger, dass es früher eine Million Drogenabhängige im Iran gegeben habe, inzwischen seien es sechseinhalb Millionen.

## Hintergrund
Teheran Connection wurde im Iran am 30. Januar 2019 im Rahmen des Fajr Film Festivals uraufgeführt. In Deutschland wurde der Film erstmals am 24. April 2024 auf arte im Fernsehen gezeigt.

## Rezeption

### Nominierungen und Auszeichnungen
- 2019: Fajr-Filmfestival – Publikumspreis
- 2019: Tokyo International Film Festival – Beste Regie
- 2019: Hafez Award – Beste Regie
- 2019: Zurich Film Festival – Lobende Erwähnung
- 2022: César-Nominierung – Bester ausländischer Film

### Kritik
Das Lexikon des internationalen Films vergab dreieinhalb von fünf Sternen und lobte, dass der Film „[v]or dem Hintergrund großer Drogenabhängigkeit im Iran […] seine Genre-Elemente zu einem bitteren Kommentar auf die iranische Gesellschaft [nutzt], wo von einem Rechtsstaat keine Rede sein kann“  wobei „immer wieder eindrückliche irritierende Szenen, etwa zur Massenabfertigung bei Polizei und Justiz sowie zum großen Kontrast zwischen Arm und Reich“ gelängen. Cinema kam zum Fazit: „Starke Bilder, tolle Action, desillusionierende Botschaft“.